# Paralimnophila (Paralimnophila) remingtoni
Paralimnophila (Paralimnophila) remingtoni is een tweevleugelige uit de familie steltmuggen (Limoniidae). De soort komt voor in het Australaziatisch gebied.